# 伊朗油炸饼
伊朗油炸饼（波斯語：‎）是一种由面粉、坚果、白砂糖、植物油和小豆蔻制成的伊朗风味的油炸饼。

## 引用
1. ↑  Ramazani, N.; de Planhol , X. . .   [7 October 2011]. （原始内容存档于2019-05-24）.